# میکا تن
میکا تن (انگلیسی: Mika Tan؛ زاده ۲۷ نوامبر ۱۹۷۷) بازیگر پورنوگرافی اهل ایالات متحده آمریکا است.